# Bourdonnay
Bourdonnay és un municipi francès, situat al departament del Mosel·la i a la regió del Gran Est. L'any 2007 tenia 260 habitants.

## Demografia

### Població
El 2007 la població de fet de Bourdonnay era de 260 persones. Hi havia 97 famílies, de les quals 24 eren unipersonals (12 homes vivint sols i 12 dones vivint soles), 20 parelles sense fills, 33 parelles amb fills i 20 famílies monoparentals amb fills.
La població ha evolucionat segons el següent gràfic:
Habitants censats

### Habitatges
El 2007 hi havia 112 habitatges, 103 eren l'habitatge principal de la família, 3 eren segones residències i 6 estaven desocupats. 99 eren cases i 13 eren apartaments. Dels 103 habitatges principals, 82 estaven ocupats pels seus propietaris i 21 estaven llogats i ocupats pels llogaters; 1 tenia una cambra, 1 en tenia dues, 13 en tenien tres, 25 en tenien quatre i 63 en tenien cinc o més. 52 habitatges disposaven pel capbaix d'una plaça de pàrquing. A 53 habitatges hi havia un automòbil i a 36 n'hi havia dos o més.

### Piràmide de població
La piràmide de població per edats i sexe el 2009 era:
| Homes | Edats   | Dones |
| ----- | ------- | ----- |
| 0     | 95 o +  | 0     |
| 0     | 90 a 94 | 0     |
| 8     | 85 a 89 | 0     |
| 4     | 80 a 84 | 0     |
| 4     | 75 a 79 | 16    |
| 12    | 70 a 74 | 20    |
| 4     | 65 a 69 | 8     |
| 4     | 60 a 64 | 12    |
| 0     | 55 a 59 | 0     |
| 0     | 50 a 54 | 8     |
| 12    | 45 a 49 | 4     |
| 12    | 40 a 44 | 8     |
| 0     | 35 a 39 | 4     |
| 16    | 30 a 34 | 8     |
| 8     | 25 a 29 | 8     |
| 4     | 20 a 24 | 8     |
| 16    | 15 a 19 | 16    |
| 8     | 10 a 14 | 4     |
| 8     | 5 a 9   | 0     |
| 8     | 0 a 4   | 4     |

## Economia
El 2007 la població en edat de treballar era de 143 persones, 108 eren actives i 35 eren inactives. De les 108 persones actives 95 estaven ocupades (51 homes i 44 dones) i 13 estaven aturades (7 homes i 6 dones). De les 35 persones inactives 8 estaven jubilades, 11 estaven estudiant i 16 estaven classificades com a «altres inactius».

### Ingressos
El 2009 a Bourdonnay hi havia 107 unitats fiscals que integraven 259 persones, la mediana anual d'ingressos fiscals per persona era de 14.872 €.

### Activitats econòmiques
Dels 4 establiments que hi havia el 2007, 1 era d'una empresa alimentària, 1 d'una empresa de fabricació d'altres productes industrials i 2 d'empreses immobiliàries.
L'únic establiment comercial que hi havia el 2009 era una fleca.
L'any 2000 a Bourdonnay hi havia 6 explotacions agrícoles que ocupaven un total de 762 hectàrees.

## Equipaments sanitaris i escolars
El 2009 hi havia una escola elemental integrada dins d'un grup escolar amb les comunes properes formant una escola dispersa.

## Poblacions més properes
El següent diagrama mostra les poblacions més properes.